# Gyllene Tider (мини-альбом, 1996)
Gyllene Tider e.p. — второй мини-альбом, которая шведская поп-рок группы Gyllene Tider выпустила 7 июня 1996 года.

## История
Альбом записывался на студиях «Europa Studios» и «EMI Studios» в Стокгольме в апреле и мае 1996 года.
Альбом был выпущен на CD в картонном раскрывающемся конверте (напечатан в Швеции) в начале июня 1996 года, примерно за месяц до начала тура Gyllene Tider «Återtåget 96». Песня «Gå & fiska!» сразу же после релиза стала большим хитом — так, в 1997 году группа получила шведскую награду «Грэммис» в категории «Лучшая песня 1996 года» за эту композицию. Кроме того, группа получила «Грэммис» в категории «Лучший исполнитель 1996 года».
Данный мини-альбом был также включён в качестве бонуса в специальное переиздание сборника лучших хитов Gyllene Tider «Halmstads pärlor» (1996), а также в виде отдельного сингла с песней «Gå & fiska!» на стороне А.

## Форматы записи
Мини-альбом был выпущен в единственном формате на CD диске в картонном конверте (Parlophone 8652402).

## Список песен
Автор текста и музыки песен: Пер Гессле.
1. «Gå & fiska![англ.]» (3:56)
2. «Juni, juli, augusti[англ.]» (3:52)
3. «Harplinge» (3:44)
4. «Faller ner på knä» (3:38)

## Музыканты
Gyllene Tider
- Пер Гессле
- Мике «Сюд» Андерссон
- Матс МП Перссон
- Йоран Фритцон
- Андерс Херрлин

## Чарты

### Недельные чарты
| Чарт (1996)                | Высшая позиция | Сертификация    |
| -------------------------- | -------------- | --------------- |
| Швеция (Sverigetopplistan) | 1              | GLF: Платиновый |

### Чарты под конец года
| Чарт (1996)                | Позиция |
| -------------------------- | ------- |
| Швеция (Sverigetopplistan) | 1       |